# Lucie Fabíková
Lucie Fabíková (* 8. Februar 1980 in Gottwaldov) ist eine tschechische Handballspielerin.
Mit sieben Jahren erlernte sie das Handballspielen beim DHK Olomouc im tschechischen Olmütz. Nach 17 Jahren wechselte sie zum norwegischen Verein Tertnes IL in Bergen. Ab 2006 gehörte die Rückraumspielerin zur ersten Mannschaft des Thüringer HC in Erfurt. Nach vier Jahren in Erfurt kehrte sie zu DHK Olomouc zurück.
Für Tschechien hat Fabíková bereits über 80 Länderspiele bestritten und hat bei den Handballeuropameisterschaften 2002 den achten Platz erreicht. Sie war Handballspielerin der Jahre 2001, 2003 und 2005.